# Spätlese

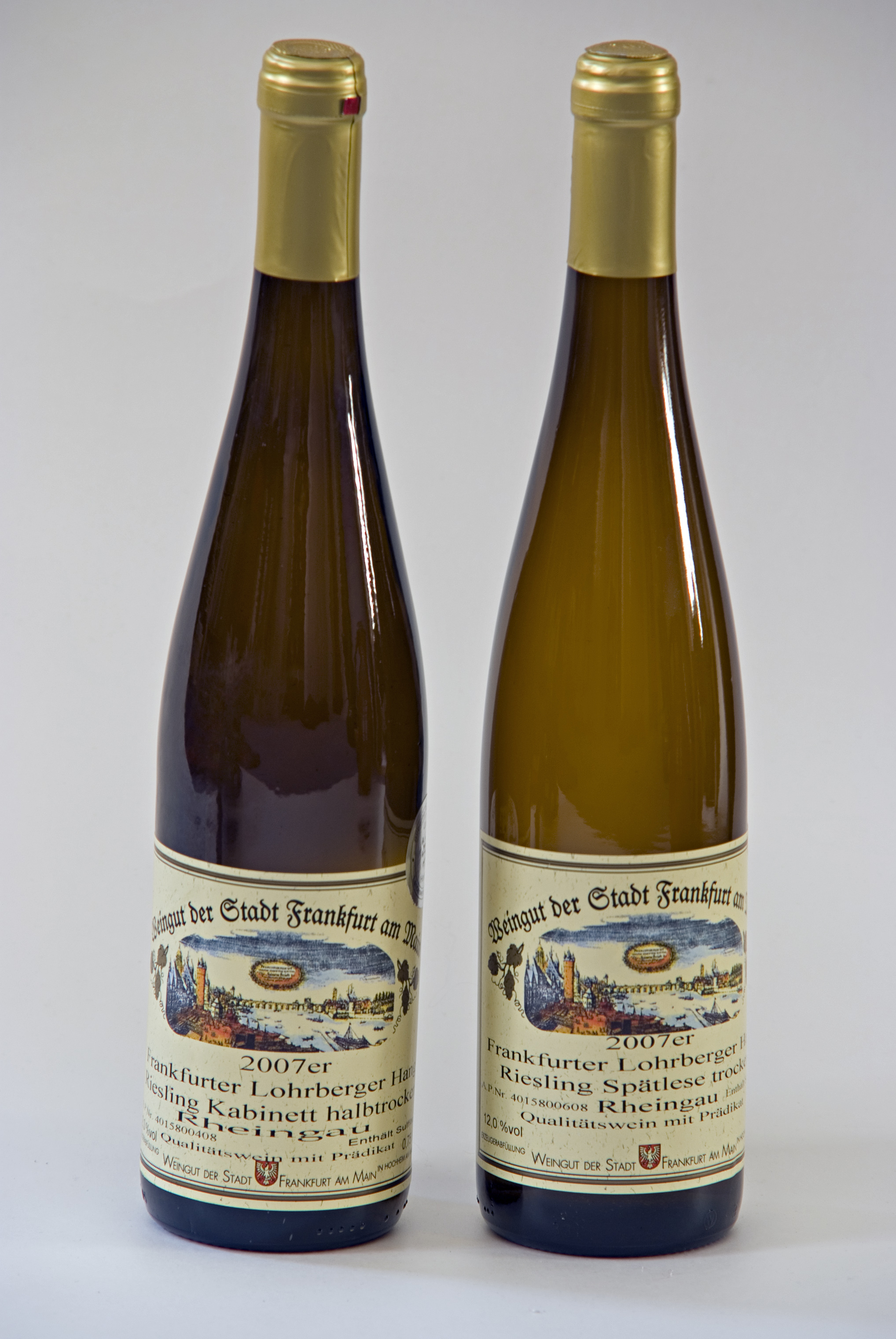
Reńskie Rieslingi z wyróżnikiem Kabinett i Spätlese

Spätlese (dosłownie: "późny zbiór", liczba mnoga Spätlesen) jest to niemiecki wyróżnik (niem. Prädikat) win najwyższej jakości (Qualitätswein mit Prädikat, czyli Prädikatswein) obejmujący wina z całkowicie dojrzałych winogron, najlżejsze z win późnych zbiorów. Spätlese jest kategorią wyższą od Kabinett, ale niższą od Auslese w niemieckiej klasyfikacji Prädikatswein, natomiast w Austrii jest to najniższy poziom Prädikatswein, bo Kabinett jest klasyfikowany w inny sposób. Winogrona są zbierane co najmniej 7 dni po normalnych zbiorach, a więc są bardziej dojrzałe i mają wyższą zawartość cukru, co wpływa też na zawartość alkoholu. Jednak ze względu na pogodę, istnieje ryzyko, że takie uprawy zostaną zniszczone przez deszcz.
Wina z tym wyróżnikiem mogą być zarówno słodkie jak i wytrawne (trocken), ze względu na poziom dojrzałości, szczególnie ceni się wina wytrawne z odmian riesling, weißer burgunder (pinot blanc) i grauer burgunder (pinot gris).

## Wymagania
Aby uzyskać wyróżnik Spätlese zawartość cukru w moszczu musi spełniać określone wymagania określone przez prawo winiarskie obu krajów:
- dla win niemieckich: od 76 do 90 stopni w skali Oechsle, w zależności od regionu uprawy i odmiany winogron[1].
- dla win austriackich: 19 stopni w skali KWM, co odpowiada 95 stopni w skali Oechsle[2].

Szaptalizacja jest zabroniona.